# Немая жизнь
«Немая жизнь» (англ. Silent Life) — полнометражный художественный фильм-биография. Режиссёром, продюсером, сценаристом и одним из ведущих актёров в фильме выступает Владислав Козлов. Производство фильма начато в 2006 году в Лос-Анджелесе.
Основой сюжета послужила жизнь знаменитого актёра немого кино и первого секс-символа Голливуда Рудольфа Валентино. Фильм выходит в прокат в РФ и Беларуси 21 марта 2024 года.

## Сюжет
1926 год. Рудольф Валентино — звезда немого кино, первый секс-символ Голливуда. Его называют «великим любовником», миллионы поклонниц идут на его фильмы словно на свидание с ним.  Ни один мужчина в истории человечества не завоевывал столько женских сердец. Рудольф Валентино стал символом эпохи немого кино и мужской привлекательности. Его внезапная смерть потрясла мир, и только похороны Авраама Линкольна могут  сравнится с тем, как Америка провожала Валентино. Десятилетия после его кончины фанатки совершали самоубийства на его могиле. Об этом времени, времени своей юности и ведет свой рассказ девяностолетняя женщина (Терри Мур), одетая во всё чёрное, с закрытым вуалью лицом, которая приходит на Голливудское кладбище к могиле Первого секс-символа Голливуда Рудольфо Валентино (Влад Козлов). Её прозвали “Женщиной в Чёрном”. Она приносит красную розу на могилу Валентино уже более 70 лет. Команда, снимающая документальный фильм о звёздах старого Голливуда, заинтересовывается этой загадочной дамой и пытается раскрыть её секрет: “Действительно ли она была последней любовью Великого Любовника?” 
“Женщина в Чёрном” садится на каменную скамейку у могилы Валентино и начинает свой рассказ, который переносит нас в август 1926 года, когда она была молодой девушкой, и работала уборщицей в Нью-Йоркском госпитале, куда попал Рудольф Валентино, и где более недели кино-идол боролся за свою жизнь. 
Во время рассказа голос самого Валентино (Франко Неро) начинает рассказывать свою историю, которая несколько отличается от того, что рассказывает “Женщина в Чёрном”. 
Но у них есть то, что их объединяет – они оба мечтают о  любви и пытаются понять смысл своей жизни..

## В ролях
- Владислав Козлов — Рудольф Валентино
  - Данэм Стюарт — юный Рудольф Валентино
- Франко Неро — Призрак Рудольфа Валентино
- Джефф Дюжарден — Пол
- Пол Родригес — Александр
- Шерилин Фенн — Алла Назимова
- Терри Мур — Женщина в чёрном
- Изабелла Росселлини — Габриэлла Гульельми-Валентино
- Монте Мархэм[англ.] — доктор Микер
- Деррик Тедфорд — Брайс
- Евгения Патоне — Пэм
- Пол Луис Харрелл — Норман Керри
- Ксения Жарова — Наташа Рамбова
- Стивен Нельсон — Казимир

## Производство фильма
Проект начат в 2006 году как черно-белый короткометражный немой фильм «DayDreams of Rudolph Valentino». После двух лет развития проекта он перерос в полнометражный фильм. Съёмки проходили в исторических местах Голливуда James Oviatt Building, кинотеатре Million Dollar Theater, где Рудольф Валентино вел премьеру своего последнего фильма «Сын шейха» и кладбище Hollywood Forever Cemetery, где похоронен Валентино. Во время производства режиссёр пережил две операции и не знал, выживет ли, поэтому производство фильма затянулось на годы.
Изначально предполагалось, что роль Аллы Назимовой сыграет Галина Логинова.